# Alojzije Stepinac
Boldog Alojzije (Aloysius) Viktor Stepinac (szül. Alojzije Stepinac, Brezarić, 1898. május 8. – Krašić, 1960. február 10.), a Zágrábi főegyházmegye érseke, bíboros.

## Pályafutása
Alojzije Viktor Stepinac 1898-ban született a horvátországi krašići plébániához tartozó Brezarić faluban, gazdag földműves családban. Ötödik gyerek volt Josip Stepinac nyolcgyermekes családjában. Akkor ismerős volt Anton Mahnič püspök működése. 1916-ban érettségizett.
Érettségi után behívták az Osztrák–Magyar Monarchia hadseregébe. Harcolt az első világháborúban; 1917–1918-ban alhadnagyi rangban szolgált az olasz fronton. Fogságba esése után a Habsburg uralom után harcoló délszláv önkéntesek közé állt.
A háború után, 1919-ben hazatért, és Zágrábban agráregyetemre járt. 1924-ben, 26 éves korában döntött a papi hivatás mellett; ez évtől Zágrábi egyházmegyés kispapként Rómában, a Gregoriana Pápai Egyetemen végzett tanulmányokat a Collegium Germanicum et Hungaricum növendékeként, ahol 1930-ban ledoktorált filozófiából és teológiából, valamint pappá szentelték. Megtanult németül, olaszul, franciául és latinul.
1931-től a zágrábi érseki hivatalban dolgozott.

### Püspöki pályafutása
1934 májusában XI. Piusz pápa zágrábi segédpüspökké nevezte ki, 1937 decemberében pedig – igen fiatalon, 39 évesen – zágrábi érseki kinevezést kapott, és átvette a horvát katolikus egyház irányítását. Támogatta a Karitász és az Actio Catholica tevékenységét, kiállt az egyház jogai mellett, és elutasította a kommunizmust és a nemzetiszocializmust.
Stepinac nagy csalódásként érte meg a kiegyensúlyozatlan jugoszláviai politikát. Azonban semmilyen forrás nem említi, hogy a két világháború között szót emelt volna a szerb dominancia ellen.[forrás?]

#### A II. világháború alatt
1941 áprilisában üdvözölte a horvát állam megalakulását. Miután az usztasák átvették az uralmat, Stepinac megáldotta Ante Pavelić diktátort. „Miközben ünnepélyesen fogadjuk Önt, mint a Vezért, addig csillagok Istenének áldását kérjük Önre, mint a népünk Vezetőjére.” – mondta Stepinac Pavelićnek 1941. április 28-án. Stepinac ünnepélyes fogadalmat tett, hogy mindig támogatni fogja az usztasa tevékenységeket az „új, katolikus ország” létrehozásában.[forrás?]
A későbbiekben ugyanakkor szembehelyezkedett Pavelić rezsimjével, elsősorban annak fajüldözése és vallási türelmetlensége miatt. Jugoszlávia náci megszállásának elején szót emelt a Dávid-csillag viselése ellen. 1941. május 22-én levelet írt a belügyminiszternek, Andrija Artukovićnak, melyben kihangsúlyozza, hogy más népek és fajok életbenmaradási lehetőségeinek elvétele és megbélyegzése súlyos erkölcsi kérdés, és még a paráznák sincsenek látható jellel megbélyegezve.[forrás?]
A világháború idején egyes becslések szerint az ország korábbi népességének 11%-a, mintegy 1,7 millió fő halt meg, akik közül rengeteget (a becslések szerint minimum 600 000 szerbet, 30 000 zsidót és 29 000 romát) az usztasák pusztítottak el. Az NDH, avagy Független Horvát Állam (valójában német–olasz bábállam) területén közel negyven halál- és munkatábort alapítottak. Erről Stepinac is tudott.[forrás?]
Stepinac több ezer elüldözött zsidót, szerbet és szlovént segített. Pásztorlevelet adott ki a horvát papsághoz a következő utasítással: „Azokat a zsidó és szláv-ortodox embereket, akik életveszélyben vannak és át akarnak térni a katolikus hitre, fogadjátok be és kereszteljétek át katolikusakká, hogy ezáltal megmentsétek az életüket. Ne kérjetek tőlük különleges vallási ismereteket, hiszen az ortodoxok egyébként is keresztények, miként mi, a zsidó vallás pedig éppen az a vallás, amelyből a kereszténység eredetét veszi. Amikor az őrület és barbárság ideje elmúlik, egyházunkban azok maradnak majd meg, akik meggyőződésből tértek katolikus hitre, míg a többiek, a veszély elmúltával, visszatérnek majd saját vallásukhoz.” 1943. május 18-án levelet írt XII. Piusz pápának, melyben az állt, hogy az NDH-ban 250 000 szerbet kereszteltek át katolikusnak.[forrás?]
Pár hónappal Olaszország kapitulációja után Stepinac egy prédikációjában a fajelméletet bírálta: „A katolikus egyház nem ismer fajokat, melyek uralkodnak és fajokat, melyek szolgálnak. A katolikus egyház csupán úgy ismeri a fajokat, mint az Isten teremtményeit… Az egyháznak a közép-afrikai fekete ugyanolyan ember, mint az europid.”

### A II. világháború után
1945 májusában, a kommunista Jugoszlávia megalakulása után elutasította a kormány bűneit. Háborús bűnössé nyilvánították, 1946 szeptemberében letartóztatták, és október 11-én tizenhat év szabadságvesztésre ítélték. Eleinte börtönben volt Lepoglaván, majd 1951-től Krašićon házi őrizetbe helyezték. 1952 decemberében XII. Piusz pápa bíborossá kreálta.

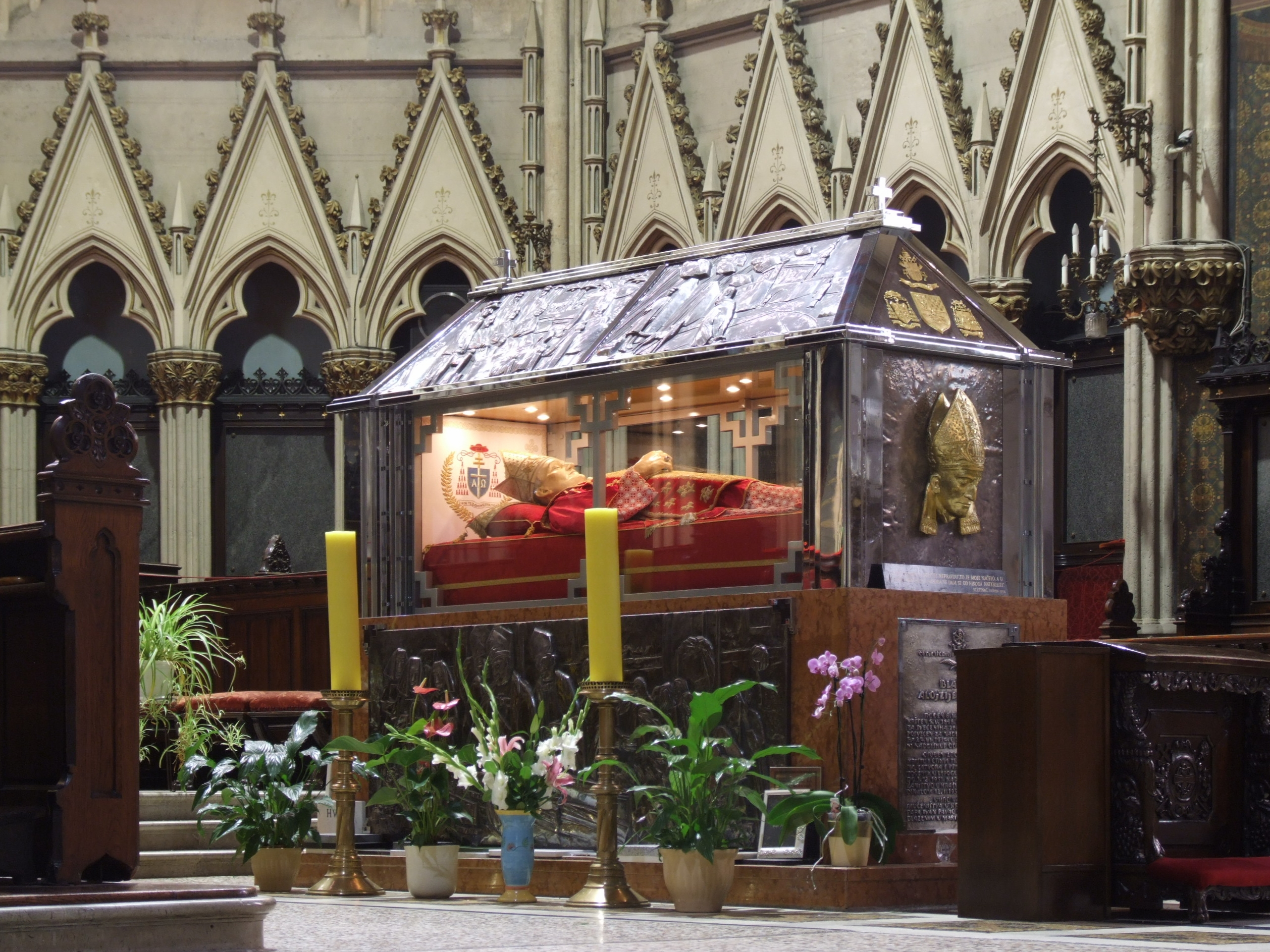
Boldog Alojzije Stepinac sírja a zágrábi székesegyházban, Hrvoje Ljubić akademikus szobrász műve; alatta Zágrábi püspökök és érsekek síremlékei

1960-ban halt meg otthonában; egyesek szerint betegségben, mások szerint mérgezésben. A zágrábi katedrálisban temették el.

## Halála utáni megítélése
A bíboros hívei két alkalommal (1970-ben és 1994-ben) Világ Igaza kitüntetést akartak neki szerezni a jugoszláv zsidók megmentéséért. Az izraeli kormány ezt határozottan elutasította.
Az 1990-es években az ismét függetlenné vált Horvátországban a jugoszláv korszakra jellemző elítélő véleményt (szélsőjobboldali, népirtó, az usztasák támogatója) Stepinac teljesen pozitív megítélése váltotta fel (ellenezte az usztasák tevékenységeit, igazságtalanul került börtönbe, és vértanúhalált halt).

### Boldoggá avatása

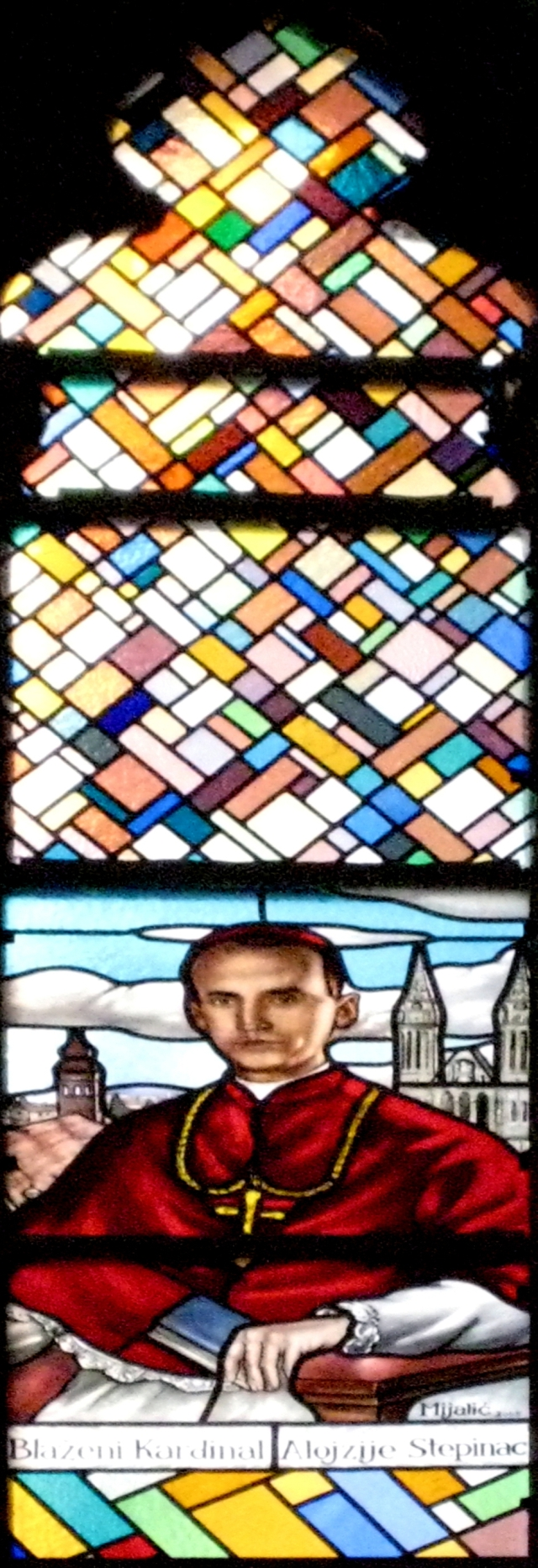
Boldog Alojzije Stepinac; vitrázs Lourdes-i Szűzanya templomában Fiumében, Horvátország

II. János Pál pápa 1998. október 3-án Máriabesztercén boldoggá avatta Stepinac bíborost mint a jugoszláv zsidók megmentőjét. Napjainkban Nyugat-Európa katolikus részein szentként emlegetik és tisztelik.

### Stepinac személyét bíráló nézetek
Stepinacot különösen Szerbiában sokan ma is a háborús bűnök támogatásával vádolják. Ennek alátámasztására az érseknek tulajdonított következő tetteket és kijelentéseket említik:
Amikor 1941-ben a Harmadik Birodalom lerohanta Jugoszláviát, Stepinac az alábbit üzente a szerbeknek és a horvátoknak: „Az egyházszakadás (eredetiben: Schism) Európa legnagyobb átka, majdnem nagyobb, mint a protestantizmus. Itt nincs erkölcs, nincs semmi, nincs igazság, nincs jog és nincs becsület”.[forrás?]
1941. április 11-én a zágrábi püspök meglátogatta az usztasák vezérét. „Ezzel felállt az usztasa mozgalom és a római katolikus egyházi vezetés legfőbb képviselőjének [...] együttműködése.” A háború alatt rendszeresen ünnepi misét tartott és Te Deumot énekelt Ante Pavelić születésnapján.[forrás?]
Az usztasák első lépése az volt, hogy a szerbeket és zsidókat karszalagokkal megbélyegezték. A szerbeket P (pravoslavac, azaz pravoszláv = ortodox) betűs, a zsidókat Ž (Židov) betűs karszalag viselésére kényszerítették. Egyesek úgy gondolják, hogy Stepinac is támogatta a megbélyegzést.
Az érsek katolikus átkeresztelésre felszólító körlevelét a bírálói úgy értelmezik, mint az usztasák politikájával összhangban álló erőszakos térítés eszközét. Az usztasák ugyanis háromféle jövőt szántak a nem katolikus népeknek – egyharmadukat átkeresztelni, egyharmadukat elűzni/kitelepíteni és egyharmadukat megölni.) A keresztelések erőszakosak voltak, mert az emberek előtt csupán két választás volt: áttérni vagy meghalni. Sok szerbet még a keresztelés után is kivégeztek. Egyes bírálók szerint a körlevél azt is sugallta, hogy aki meghagyja hitét, azt nyugodtan meg lehet ölni.[forrás?] (Az érsek védői szerint az áttérés egyértelműen menekülési utat kínált.)
Sokak szerint Stepinac magasról szemlélte az ártatlan emberek, köztük rengeteg gyerek, vallási alapon történő lemészárlását. Sőt, a háború után New York-i nemzetközi nagygyűlésen dr. Srboljub Živanović, a londoni egyetem professzora, antropológus és a Jasenovac igazságáról szóló bizottság tagja azt a kijelentést tette, hogy a horvát katolikus papság maga is részt vett a gyilkosságokban: 1400 katolikus pap közvetlenül részt vett a jugoszláv szerbek, zsidók és romák lemészárlásában.
Van egy levél, amit Stepinac írt a Poglavniknak: „A jasenovaci haláltábor szégyenletes folt a Független Horvát Állam dicsőségén. Vezérem! Ahhoz, aki figyel engem mint papot és érseket, a kereszten függő Krisztussal együtt szólok: Atyám, bocsásd meg nekik, mert nem tudják, mit cselekszenek.”